# Quartinia pluto
Quartinia pluto är en stekelart som beskrevs av Richards 1962. Quartinia pluto ingår i släktet Quartinia och familjen Masaridae. Inga underarter finns listade i Catalogue of Life.